# Tittacheri
Tittacheri es una ciudad y nagar Panchayat situada en el distrito de Nagapattinam en el estado de Tamil Nadu (India). Su población es de 9245 habitantes (2011).

## Demografía
Según el censo de 2011 la población de Tittacheri era de 9245 habitantes, de los cuales 4455 eran hombres y 4790 eran mujeres. Tittacheri tiene una tasa media de alfabetización del 88,90%, superior a la media estatal del 80,09%: la alfabetización masculina es del 94,51%, y la alfabetización femenina del 83,78%.